# 나지 마즈라시
나지 모하메드 마즈라시(1982년 2월 2일 ~ )는 사우디아라비아의 축구 선수이며 포지션은 공격수이다. K리그에서 뛸 당시 등록명은 나지였다.